# La Force de conviction

La Force de conviction est un livre publié par Jean-Claude Guillebaud en 2005.

## Première thèse
Premièrement, l'être humain ne peut vivre sans croyances. Les croyances religieuses, politiques et/ou scientifiques conduisent à des comportements tout compte fait assez voisins, remplis d'une certaine assurance morale et d'un certain dévouement / prosélytisme vis-à-vis des autres humains - et peut-être aussi souffrant d'une certaine surdité... Bien que lui-même non-économiste, il se moque des conclusions de l'orthodoxie économique (« si les bienfaits du libéralisme tardent, c'est parce que vous n'avez pas fait les efforts nécessaires ; persévérez », etc.).
Un autre point que Guillebaud apporte est celui que l'opposition de la science et de la religion est une imposture. Il y a des cas d'obscurantisme, mais de nombreux cas où la recherche scientifique était encouragée par l'Église catholique, par exemple.

## Deuxième thèse
Deuxièmement, les événements historiques du siècle dernier ont « vacciné » les gens contre un certain nombre de croyances. Par exemple, l'hécatombe de 1914-1918 a vacciné les Français contre le dévouement à leur patrie ; le régime communiste a vacciné les gens contre l'objectif de l’égalité ; les maux du développement vaccinent les gens contre l'idolâtrie de la science et du progrès (les cathédrales de la science se vident comme les autres...).
Il argumente qu'en cette époque, ce n'est pas la religion qui manipule la politique, mais souvent l'inverse. Il remet en question l'analyse qui veut que par exemple, Bush et Ben Laden soient deux extrémistes qui mènent une guerre de religion l'un envers l'autre. Il note aussi que la plupart des conflits et idéologies meurtrières contemporaines ont été menées par des non-religieux (des laïcs), même s'ils ont parfois « utilisé » la religion, d'autant plus que les véritables autorités religieuses s'y sont opposées dans bien des cas.

## Conséquences
La conséquence de ces deux thèses est que les nouvelles croyances sont plus fumeuses (la parapsychologie, le New Age, dont les chiffres d'affaires sont discutés) et se prêtent encore moins à une discussion éclairée que les croyances antérieures (l'histoire des religions est devenue une science). Guillebaud considère en particulier que le terrorisme n'est pas le fils de la religion, mais qu'il est le fait de gens ignorants de la religion, fascinés par une image très partielle de la religion, et en quête d'intégration à un groupe.
D'autre part, Guillebaud note que ce sont souvent des personnes avec des croyances « faibles » (donc inquiètes et apeurées) qui se tournent vers des extrémismes ou du terrorisme. La violence n'est pas le fait des personnes profondément religieuses, donc suffisamment stables pour discuter de leurs croyances.
Il s'oppose d'ailleurs à la philosophie portée à l'avant dans les années 1980 par Gilles Lipovetsky voulant que le vide nouveau de croyances allait amener une ère de loisirs insouciante. Au contraire, chacun tire sur son bout de couverture et le vide laissé par le religieux se remplit vite de croyances de toutes sortes. Le vide de croyances entraîne donc la perte des repères communs en plus de la violence.
La question ouverte par le livre est de savoir sur quelles bases établir les croyances nécessaires.